# Architis capricorna
Architis capricorna là một loài nhện trong họ Pisauridae.
Loài này thuộc chi Architis. Architis capricorna được miêu tả năm 1981 bởi Carico.